# لوريل هوبارد
لوريل هوبارد (مواليد 9 فبراير 1978) هي لاعبة رفع أثقال نيوزيلاندية، شاركت في أولمبياد 2020 في وزن فوق 87 ك.